# Coccophagus
Coccophagus är ett släkte av steklar som beskrevs av John Obadiah Westwood 1833. Coccophagus ingår i familjen växtlussteklar.

## Dottertaxa tillCoccophagus, i alfabetisk ordning[1][2]
- Coccophagus acanthosceles
- Coccophagus adumbratus
- Coccophagus adustus
- Coccophagus aethiopis
- Coccophagus aethochreus
- Coccophagus afrangiatus
- Coccophagus africanus
- Coccophagus albiapicella
- Coccophagus albicoxa
- Coccophagus albusus
- Coccophagus amblydon
- Coccophagus angolensis
- Coccophagus anthracinus
- Coccophagus apricus
- Coccophagus argenteus
- Coccophagus argentifascia
- Coccophagus argiope
- Coccophagus argocoxa
- Coccophagus assamensis
- Coccophagus aterrimus
- Coccophagus atratus
- Coccophagus aurantifrons
- Coccophagus auricaput
- Coccophagus avetianae
- Coccophagus baldassarii
- Coccophagus bartletti
- Coccophagus basalis
- Coccophagus berzeliae
- Coccophagus biguttatus
- Coccophagus bimaculatus
- Coccophagus bivittatus
- Coccophagus bogoriensis
- Coccophagus brethesi
- Coccophagus brevisetus
- Coccophagus brunneus
- Coccophagus burksi
- Coccophagus candidus
- Coccophagus caophongi
- Coccophagus capensis
- Coccophagus catherinae
- Coccophagus ceroplastae
- Coccophagus chaetosus
- Coccophagus chengtuensis
- Coccophagus chilensis
- Coccophagus chloropulvinariae
- Coccophagus cinguliventris
- Coccophagus clavatus
- Coccophagus clavellatus
- Coccophagus comperei
- Coccophagus concinnus
- Coccophagus conditus
- Coccophagus cooperatus
- Coccophagus copernicus
- Coccophagus coracinus
- Coccophagus cowperi
- Coccophagus crenatus
- Coccophagus crucigerus
- Coccophagus cryptus
- Coccophagus cubaensis
- Coccophagus desantisi
- Coccophagus desertus
- Coccophagus diachraceus
- Coccophagus differens
- Coccophagus dilatatus
- Coccophagus diminutus
- Coccophagus dius
- Coccophagus eleaphilus
- Coccophagus emersoni
- Coccophagus exiguiventris
- Coccophagus fallax
- Coccophagus fasciatus
- Coccophagus flavescens
- Coccophagus flaviceps
- Coccophagus flavicorpus
- Coccophagus flavidus
- Coccophagus flavifrons
- Coccophagus flavoscutellum
- Coccophagus fletcheri
- Coccophagus formicariae
- Coccophagus fraternus
- Coccophagus funeralis
- Coccophagus gahani
- Coccophagus ghesquierei
- Coccophagus gilvus
- Coccophagus gossypariae
- Coccophagus graminis
- Coccophagus gregarius
- Coccophagus grenadensis
- Coccophagus gurneyi
- Coccophagus hanoiensis
- Coccophagus hawaiiensis
- Coccophagus hemera
- Coccophagus hibisci
- Coccophagus immaculatus
- Coccophagus impensus
- Coccophagus indochraceus
- Coccophagus inkermani
- Coccophagus insidiator
- Coccophagus insignis
- Coccophagus ishiii
- Coccophagus isipingoensis
- Coccophagus japonicus
- Coccophagus jasnoshae
- Coccophagus javensis
- Coccophagus kabulensis
- Coccophagus lepidus
- Coccophagus leptospermi
- Coccophagus longiclavatus
- Coccophagus longicornis
- Coccophagus longifasciatus
- Coccophagus longipedicellus
- Coccophagus lucani
- Coccophagus lucidus
- Coccophagus luciensis
- Coccophagus lutescens
- Coccophagus lycimnia
- Coccophagus maculipennis
- Coccophagus malthusi
- Coccophagus margaritatus
- Coccophagus mariformis
- Coccophagus matsuyamensis
- Coccophagus merceti
- Coccophagus mexicanus
- Coccophagus mexicensis
- Coccophagus multisetae
- Coccophagus narendrani
- Coccophagus nigricorpus
- Coccophagus nigritus
- Coccophagus nigropleurum
- Coccophagus nipponicus
- Coccophagus nubes
- Coccophagus nympha
- Coccophagus obscurus
- Coccophagus ochraceus
- Coccophagus oculatipennis
- Coccophagus ophicus
- Coccophagus palaeolecanii
- Coccophagus pallidiceps
- Coccophagus pallidis
- Coccophagus perflavus
- Coccophagus perhispidus
- Coccophagus pernigritus
- Coccophagus philippiae
- Coccophagus physokermis
- Coccophagus piceae
- Coccophagus pisinnus
- Coccophagus planus
- Coccophagus poei
- Coccophagus princeps
- Coccophagus prinslooi
- Coccophagus probus
- Coccophagus propodealis
- Coccophagus provisus
- Coccophagus proximus
- Coccophagus pseudococci
- Coccophagus pseudopulvinariae
- Coccophagus pulchellus
- Coccophagus pulcini
- Coccophagus pulvinariae
- Coccophagus purpureus
- Coccophagus qenai
- Coccophagus quaestor
- Coccophagus redini
- Coccophagus restionis
- Coccophagus rjabovi
- Coccophagus robustus
- Coccophagus rosae
- Coccophagus ruizi
- Coccophagus rusti
- Coccophagus saintebeauvei
- Coccophagus saissetiae
- Coccophagus samarae
- Coccophagus scutatus
- Coccophagus scutellaris
- Coccophagus secamonei
- Coccophagus semiatratus
- Coccophagus sexvittatus
- Coccophagus shafeei
- Coccophagus shakespearella
- Coccophagus shillongensis
- Coccophagus sibiricus
- Coccophagus signatus
- Coccophagus signus
- Coccophagus silvestrii
- Coccophagus spartanus
- Coccophagus specialis
- Coccophagus speciosus
- Coccophagus spectabilis
- Coccophagus spireae
- Coccophagus srilankensis
- Coccophagus subflavescens
- Coccophagus subochraceus
- Coccophagus subsignus
- Coccophagus sudhiri
- Coccophagus tarongaensis
- Coccophagus teeceeni
- Coccophagus terani
- Coccophagus tibialis
- Coccophagus timberlakei
- Coccophagus tobiasi
- Coccophagus triangulatinotus
- Coccophagus triguttatus
- Coccophagus tropicanus
- Coccophagus tschirchii
- Coccophagus ussuriensis
- Coccophagus varius
- Coccophagus vegai
- Coccophagus viator
- Coccophagus vietnamicus
- Coccophagus yoshidae
- Coccophagus zebratus
- Coccophagus zeyai
- Coccophagus zinniae